# Arnaud fait son deuxième film
Pour plus de détails, voir Fiche technique et Distribution.
Arnaud fait son deuxième film est une comédie dramatique française réalisée par Arnaud Viard et sortie en 2015.

## Fiche technique
- Titre : Arnaud fait son deuxième film
- Réalisation : Arnaud Viard
- Scénario : Arnaud Viard
- Musique : Mathieu Boogaerts
- Photographie : Isabelle Dumas
- Montage : Véronique Bruque
- Costumes : Caroline Tavernier
- Producteur : Isabelle Garcin et Arnaud Viard
- Production : Les 1001 Marches et Reborn Production
- Distribution : ARP Sélection
- Pays d’origine :  France
- Genre : comédie dramatique
- Durée : 80 minutes
- Dates de sortie :
  - France : 1er avril 2015

## Distribution
- Arnaud Viard : Arnaud
- Irène Jacob : Chloé
- Louise Coldefy : Gabrielle
- Nadine Alari : la mère d'Arnaud
- Frédérique Bel : la fille de Meetic
- Christophe Rossignon : le producteur
- Chris Esquerre : le coach sexuel
- Léa Simoncini : Pauline
- Matthieu Nina : Mathieu
- Gilles Gaston-Dreyfus : Pierre
- Cécile Rebboah : la deuxième sœur d'Arnaud
- Stéphanie Bataille : Cécile, la troisième sœur d'Arnaud, l'ennemie
- Romain Rondeau : Frédéric Lugol
- Marie-Christine Laurent : l'agent des impôts
- Daphné de Quatrebarbes : Une infirmière
- Brigitte Lo Cicero : l'infirmière
- Lise Lamétrie : la femme à l'église
- John Mc Lean : le passant anglais